# اعدام‌کنندگان (فیلم)
اعدام کنندگان (به انگلیسی: Executioners) یک فیلم سینمایی هنگ کنگی در ژانر اکشن و دنباله ای برای فیلم قهرمان سه‌گانه هر دو فیلم به کارگردانی جانی تو می‌باشد. بازیگران اصلی میشل یئو، آنیتا موی و مگی چانگ، به عنوان شخصیت‌های اصلی فیلم اول هستند که‌بازگشتند. . سایر بازیگران این فیلم عبارتند از: دیمین لائو، آنتونی وانگ، تاکشی کانشیرو، شان لائو، پل چون و کوان شان.